# Ctenochira debilis
Ctenochira debilis là một loài tò vò trong họ Ichneumonidae.